# Муфель, Карл Иванович
Карл Иванович Муфель (нем. Johann Carl Heinrich Muffel; 17 сентября 1736 — 23 июля (3 августа) 1788) — российский генерал-майор немецкого происхождения, герой русско-турецкой войны 1768—1774 годов.

## Биография
Родился в 1736 году в семье лютеранского пастора; происходил из немецких дворян Верхней Франконии.
В 1748 году вступил в службу юнкером при дворе маркграфа Байрейтского и вскоре был произведён в прапорщики. В 1756 году перешёл на прусскую военную службу и в рядах армии Фридриха II принял участие в Семилетней войне. Однако по неустановленной причине он покинул прусскую армию и 30 октября 1758 года был зачислен в состав русских войск поручиком армейской пехоты; 1 марта 1763 года произведён в капитаны и 28 августа 1769 года — в секунд-майоры.
В составе Брянского пехотного полка принимал участие в русско-турецкой войне 1768—1774 годов. За отличие получил чин премьер-майора (23 июля 1770 года) и 1 ноября 1770 года был награждён орденом Св. Георгия 4-й степени (№ 58 по кавалерскому списку Судравского и № 57 по списку Григоровича — Степанова)
За отличное мужество при штурмовании Бендерской крепости и храбрость, с которою предводительствуя, отнимал у неприятеля бастионы, батареи и улицы.
В 1772 году был назначен командиром 24-й лёгкой полевой команды в Бобруйске.
Когда вспыхнуло восстание Пугачёва, Муфель получил приказ двигаться на Волгу в усиление правительственных войск, и, выступив 3 ноября, он уже в начале декабря 1773 года был в Сызрани и назначен состоять при бригаде генерала П. Д. Мансурова; 29 декабря 1773 года в бою под Самарой разбил отряд атамана И. Ф. Арапова и очистил город от мятежников, 7 января 1774 года вновь сражался с Араповым у Алексеевска и 14 февраля у Бузулука. Затем он участвовал в сражении при Татищевой крепости. За отличие в этих делах 17 марта 1774 года был произведён в подполковники и назначен командиром Черноярского батальона.
В апреле — июне 1774 года Муфель находился в Оренбургской губернии и участвовал в карательных походах на Иргиз. В середине июля Муфель со своим батальоном (431 человек) поступил под начало генерала И. И. Михельсона, который придал ему 76 драгун и 4 пушки, и был в преследовании Пугачёва к Казани и Симбирску, а затем двигался к Пензе; 11 августа захватил Саратов и взял в плен часть мятежников, многих из них немедленно повесил. По сообщению Н. Ф. Дубровина в Саратове «Муфель приказал убитых Пугачёвым погребать по христианскому обряду, а убитых сообщников самозванца, „яко непотребных извергов, вытаща по земле за ноги за город, бросить в отдалённости в яму, прикрыв, чтобы не было мерзкого зловония, землею; повешенных же злодеев публично отнюдь не касаться, а оставить их на позор и показание заражённым и колеблющимся разумом от рассеянных злохитрым злодеем плевел людям“». Особенно он отличился в битве 25 августа 1774 года в сражении под Чёрным Яром, где пугачёвцы потерпели окончательное поражение.
За отличия в войне против Пугачёва императрица Екатерина II пожаловала Муфелю имение Грабыжевское в Псковской губернии. А. С. Пушкин в «Истории Пугачёвского бунта» отмечал Муфеля в числе тех немцев, которые «сделали честно своё дело».
В 1779 году произведён в полковники и 28 мая 1787 года — в бригадиры 9 по другим сведениям: полковник с 1780 года, бригадир — с 1785).
5 августа 1788 года Муфель был отправлен в отставку с чином генерал-майора, однако сам он об этом узнать не успел, поскольку в ночь с 23 на 24 июля был убит в поместье своими крепостными.